# Associazione Sportiva Biellese 1902 2002-2003
Questa voce raccoglie le informazioni riguardanti l'Associazione Sportiva Biellese 1902 nelle competizioni ufficiali della stagione 2002-2003.

## Rosa
| N. |                   | Ruolo | Calciatore           |
| -- | ----------------- | ----- | -------------------- |
|    | Italia (bandiera) | C     | Giovanni Abate       |
|    | Italia (bandiera) | D     | Chistian Berger      |
|    | Italia (bandiera) | C     | Giacomo Biagi        |
|    | Italia (bandiera) | C     | Simone Cagliano      |
|    | Italia (bandiera) | D     | Alfio Cantone        |
|    | Italia (bandiera) | C     | Alessandro Colombo   |
|    | Italia (bandiera) | C     | Daniele Dalla Bona   |
|    | Italia (bandiera) | A     | Marco Fummo          |
|    | Italia (bandiera) | P     | Gian Filippo Gerardi |
|    | Italia (bandiera) | A     | Federico Ligori      |
|    | Italia (bandiera) | C     | Matteo Longhi        |

| N. |                   | Ruolo | Calciatore        |
| -- | ----------------- | ----- | ----------------- |
|    | Italia (bandiera) | D     | Lorenzo Mazzia    |
|    | Italia (bandiera) | D     | Alessandro Merlin |
|    | Italia (bandiera) | C     | Paolo Milano      |
|    | Italia (bandiera) | P     | Luca Mordenti     |
|    | Italia (bandiera) | A     | Simone Moretti    |
|    | Italia (bandiera) | D     | Enrico Paggio     |
|    | Italia (bandiera) | C     | Pietro Picinali   |
|    | Italia (bandiera) | D     | Gastone Pistore   |
|    | Italia (bandiera) | A     | Davide Santoro    |
|    | Italia (bandiera) | C     | Manuel Spinale    |